# Scaphosepalum pulvinare
Scaphosepalum pulvinare là một loài lan được tìm thấy ở Colombia to Ecuador.